# Idea karimondjawae
Idea karimondjawae är en fjärilsart som beskrevs av Van Eecke 1933. Idea karimondjawae ingår i släktet Idea och familjen praktfjärilar. Inga underarter finns listade i Catalogue of Life.